# Club d'aviron Mecos

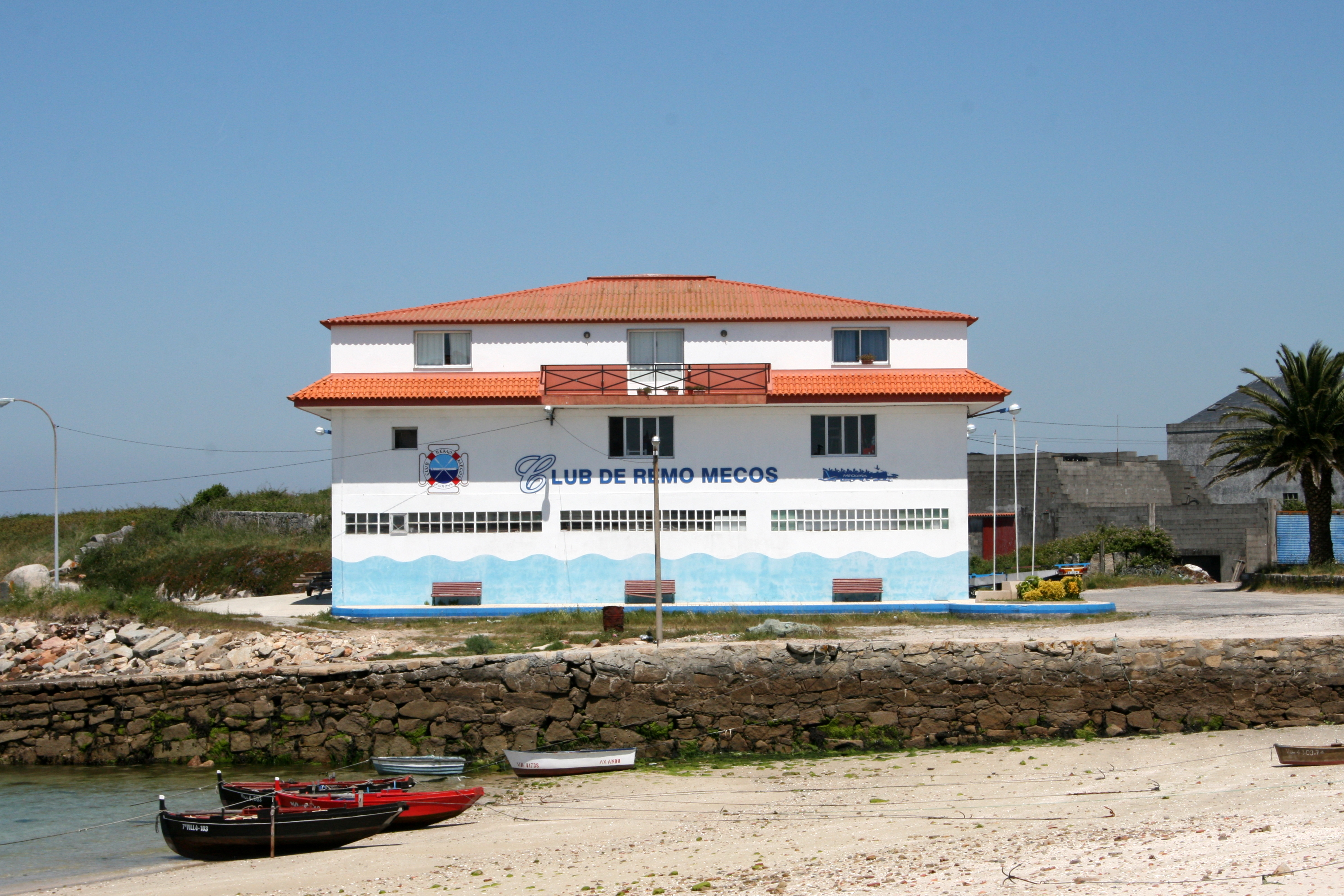
Siège du club

Le Club d'aviron Mecos est un club d'aviron de la commune pontevedrés (gentilé castillan de Pontevedro) de El Grove,.
Il a été fondé en 1980 et depuis lors a crû grace principalement au parrainage de l'entreprise d'eau mise en bouteilles Mondariz. Il a pris part la première édition (2003) de la Ligue ACT (dont il a été vice-champion) et les suivantes jusqu'en 2007 a commencé sa descente vers la Ligue Nord-Ouest de trainières dans laquelle il participe depuis lors.

## Palmarès
- 1 Drapeau de Erandio: 1995.
- 1 Drapeau de la Société sportive d'aviron Castro-Urdiales: 2002.
- 1 Drapeau de Fuenterrabia: 2003.
- 1 Grand prix de Astillero: 2003.
- 1 Drapeau du Real Astillero de Guarnizo: 2003.
- 1 Drapeau de Coruxo: 2006.
- 2 Drapeau Memorial Fco. Alonso Loureiro: 2006 et 2008.
- 1 Drapeau de Pontevedra: 2007.
- 1 Drapeau de Boiro: 2009.
- 2 Drapeau Teresa Herrera: 2002 et 2009.
- 1 Drapeau de Redondela: 2009.
- 1 Drapeau de Villagarcía: 2009.

### Sources
- (es) Cet article est partiellement ou en totalité issu de l’article de Wikipédia en espagnol intitulé « Club de Remo Mecos » (voir la liste des auteurs).